# Setodes portionalis
Setodes portionalis là một loài Trichoptera hóa thạch trong họ Leptoceridae.